# Fujiwara no Ietaka
Fujiwara no Ietaka (藤原家隆; 1158 – 5 maggio 1237) è stato un poeta giapponese waka del tardo periodo Heian e il primo periodo Kamakura.
Nella lingua usata a corte (yūsokuyomi) era chiamato Karyū, il suo nome quando nacque era Akitaka (顕隆) e quando divenne monaco buddista fu chiamato Busshō (仏性). È designato come membro dei Trentasei nuovi immortali della poesia (新三十六歌仙 Shin Sanjūrokkasen).
Anche suo figlio, Fujiwara no Takasuke, e sua figlia, Tsuchimikado-in no Kozaishō, sono poeti.
Era il figlio del chūnagon Fujiwara no Mitsutaka, era un discendente del poeta Fujiwara no Kanesuke e un lontano parente dello scrittore Murasaki Shikibu. Sua madre era la figlia di Fujiwara no Sanekane e la nipote di Fujiwara no Kinzane.

## Biografia

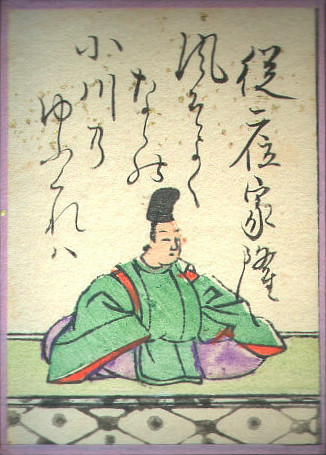
Fujiwara no Ietaka, dallOgura Hyakunin Isshu

Intorno al 1175 gli fu conferito il titolo nobiliare e nel 1177 fu nominato ciambellano. Fu nominato kokushi (governatore di varie province) e nel 1193 si dimise da ciambellano. Nel 1201 raggiunse il grado di jushii e nel 1206 kunaikyō, carica che mantenne fino al 1220 quando fu promosso a shōsanmi. Nel 1235 gli verrà conferito il titolo di sangi e junii. Nel 1237 iniziò a sentirsi male e si dimise dalla corte per diventare un monaco buddista ed entrò nel tempio Shitennō-ji nella provincia di Settsu, morì poco dopo, dopo aver visto il sole scomparire dietro una collina al tramonto, considerato un modo per entrare a Sukhavati, paradiso secondo il Buddhismo della Terra Pura. Nel quartiere di Tennōji-ku, nella città di Osaka, c'è un tumulo che si dice sia la tomba di Ietaka.

## Opera poetica
Ha imparato la poesia waka da Fujiwara no Shunzei. Si ritiene che il monaco Jakuren fosse suo genero e fu colui che lo presentò ad altri poeti dell'epoca. Partecipò a vari concorsi di waka e ebbe una rivalità poetica con Fujiwara no Teika. Il suo stile di poesia è considerato semplice e calmo. Molte delle sue poesie sono incluse nello Shin Kokin Wakashū. Esiste una sua raccolta di poesie chiamata Mini-shū (壬二集). Una delle sue poesie è inclusa nell'Ogura Hyakunin Isshu ed è considerata uno dei trentasei nuovi immortali della poesia.
(Shin Kokin Wakashū 14:1294)